# Srčna dama (film)
Srčna dama je slovenski filmski triler iz leta 1992.

### Zgodba
Tridesetletni tiskarniški delavec Frenk, nezadovoljen s svojim življenjem, ima ženo Palmo in osemletno hčer Pio. Znova podleže kartanju pod vplivom nekdanjega kolega. Sreča mu obrne hrbet in s s hčerjo pobegne na Korziko.

## Odziv kritikov in gledalcev

### Kritiki
Max Modic je napisal, da film kljub trudu boleha za otroškimi boleznimi. Zdelo se mu, da so se ustvarjalci preveč zanašali na teorijo, namesto na življenskost, ki bi jo filmu morali vdihniti tudi igralci, ki so bili preveč gledališki. V izbiri Korzike kot snemalne lokacije za prikaz le te v zadnji tretjini filma je videl pomanjkanje domišljije, ki ni pritiče dobremu žanrskemu filmu, ki eksotične lokacije poustvari s filmskimi sredstvi. Glasbo je označil za bledo in dolgočasno. Filmu je očital, da je predaleč od svojih vzornikov, kot so Jean-Pierre Melville, Jean-Luc Godard in José Giovanni, je pa izrazil upanje, da je Srčna dama položila temeljni kamen bolj prepričljivemu in manj sterilnemu slovenskemu žanrskemu filmu.

### Obisk v kinu
Film je videlo 1111 gledalcev.

## Zasedba
| - Frenk: Svetozar Cvetković - Palma: Vladislava Milosavljević - Pia: Ivana Kreft - Michele: Nathalie Devaux - Laki: Radko Polič | - Boris: Mustafa Nadarević - Piero: Ivica Pajer - Marjan: Gojmir Lešnjak - Azem: Faruk Begolli - Dimče: Petre Nikolov | - Ivan: Janez Vrhovec - Metod: Metod Pevec - Vinko: Ivo Ban - Lojz: Janez Hočevar - Gospa Kmecl: Majda Potokar | - Sonja: Violeta Tomič - Lastnica butika: Lučka Počkaj - Stevardesa: Tanja Ribič - Receptorka: Severine Jacquel - Prodajalec: Jacques Pedro de Zordo | - Korzičan: Norbert Antonini - Korzičan: Jean Pierre Mariani - Korzičan: Jean Simon Savelli |

## Ekipa
- fotografija: Zoran Hochstätter
- glasba: Slavko Avsenik ml.
- montaža: Stanko Kostanjevec
- scenografija: Dušan Milavec
- kostumografija: Zvonka Makuc
- maska: Gabrijela Fleischman